# Ralf Dahrendorf
Ralf Gustav Dahrendorf (Hamburgo, 1º de maio de 1929 — Colônia, 17 de junho de 2009) foi um sociólogo, filósofo e político liberal alemão radicado no Reino Unido.

## Biografia
Nasceu em Hamburgo numa família luterana, como a maioria das famílias de Hamburgo. Sua família era ativa na política, seu pai havia representado o Partido Social Democrata (SPD) no Reichstag, entre 1932 e 1933.
Estudou filosofia, filologia clássica e sociologia em Hamburgo e Londres entre 1947 e 1952. Doutorou-se em filosofia (dr. phil.) e fez um doutoramento (PhD) na London School of Economics. Foi aluno de Karl Popper.
Foi viver em Saarbrücken em 1954, onde obteve a habilitação na Universidade do Sarre. Curiosamente, recebia ali o seu salário em francos franceses. Só em 1955 é que esta cidade optou através do escrutínio popular consentido pelos governos de Mendes France e Konrad Adenauer pelo regresso à Alemanha (então República Federal Alemã).
Em 1957, já depois da sua primeira publicação e com 28 anos de idade, foi convidado para passar um ano no Center for Advanced Study in the Behavioural Sciences, em Palo Alto, na Califórnia. Foi ali colega de Fritz Stern e conheceu entre outros os economistas Milton Friedman, George Stigler, Kenneth Arrow e Robert Solow, todos laureados com o Prémio Nobel da Economia. Foi depois professor de sociologia em Hamburgo, Tubinga e Constança.
Entre 1969 e 1970 foi deputado no parlamento alemão pelo Freie Demokratische Partei (Partido livre democrático) (FDP), os liberais alemães, e secretário de Estado no Ministério de Negócios Estrangeiros. Em 1970 tornou-se comissário na Comissão Europeia em Bruxelas. Entre 1974 e 1984 foi professor da London School of Economics (LSE), onde foi também foi diretor, e entre 1987 e 1997 Decano do St. Anthony's College na Universidade de Oxford.
Em 1982, Dahrendorf recebeu o título de Comandante da Ordem do Império Britânico. Em 1988, obteve a cidadania britânica e passou a ser conhecido como Sir Ralf Dahrendorf (as only KBEs who are British subjects are entitled to use that title). Em 1988, obteve a cidadania britânica  e só então passou a ser referido como Sir Ralf Dahrendorf - dado que apenas os KBEs que são súditos britânicos têm direito a usar esse título. Em 1993 recebeu o título de lorde e Barão Dahrendorf de Clare Market, na City of Westminster. Pertence desde então à câmara alta do Parlamento britânico (Westminster).

## Obras publicadas
Em português
- Homo Sociologicus. Editora Tempo Brasileiro. Biblioteca Tempo Universitário, 1969
- Ensaios de Teoria da Sociedade. Zahar, 1974
- A Nova Liberdade. Brasília: UnB, 1979
- A Sociologia (entrevista de Dahrendorf a Juan Francisco Marsal). Biblioteca Salvat de Grandes Temas; 66. Salvat, 1979
- O Liberalismo e a Europa. Brasília: UnB, 1981
- Sociedade e Liberdade. Brasília: UnB, 1981
- As classes e seus conflitos na sociedade industrial; tradução de José Viegas. Brasília: UnB, 1982
- A Lei e a Ordem. Stevens, 1985
- Reflexões Sobre a Revolução na Europa. Zahar, 1991
- O Conflito Social Moderno: um Ensaio Sobre a Política da Liberdade. Zahar, 1992
- A Quadratura do Círculo. Edições 70, 1995
- Após 1989 - Moral, Revolução e Sociedade Civil. Paz e Terra, 1997
- A disputa do positivismo na sociologia alemã (com Theodor W. Adorno, Karl R. Ropper e outros); org. Márcio Pugliese. Ícone, 2014.

Em inglês
- Class and Class Conflict in Industrial Society. Stanford: Stanford University Press, 1959
- Essays in the Theory of Society. Stanford: Stanford University Press, 1968
- Society and Democracy in Germany. New York & London: W. W. Norton & Company, 1967
- The Modern Social Conflict. University of California Press: Berkeley and Los Angeles, 1988
- The New Liberty BBC Radio Reith Lectures, 1974
- The Crisis of Democracy, Report on the Governability of Democracies to the Trilateral Commission.Excerpts of remarks by Ralf Dahrendorf on the governability study. NY: New York University Press, 1975 ISBN 0-8147-1364-5
- Life chances: Approaches to Social and Political Theory. London: Weidenfeld and Nicolson, 1979 ISBN 0-297-77682-7
- Reflections on the Revolution in Europe: In a letter intended to have been sent to a gentleman in Warsaw. New York: Random House, 1990
- LSE: A History of the London School of Economics and Political Science, 1895-1995. Oxford University Press, 1995

Em francês
- Classes et conflits de classes dans la société industrielle (introdução de Raymond Aron). Paris: Gallimard, 1972

Em alemão
- Gesellschaft und Freiheit: Zur soziologischen Analyse der Gegenwart. Piper, München 1961
- Die angewandte Aufklärung: Gesellschaft u. Soziologie in Amerika. Piper, München 1962
- Homo Sociologicus: ein Versuch zur Geschichte, Bedeutung und Kritik der Kategorie der sozialen Rolle. Westdeutscher Verlag, Köln/Opladen 1965
- Gesellschaft und Demokratie in Deutschland. Piper, München 1965
- Konflikt und Freiheit: auf dem Weg zur Dienstklassengesellschaft. Piper, München 1972, ISBN 3-492-01782-7
- Pfade aus Utopia: Arbeiten zur Theorie und Methode der Soziologie. Piper, München 1974, ISBN 3-492-00401-6
- Lebenschancen: Anläufe zur sozialen und politischen Theorie. Suhrkamp-Taschenbuch, Frankfurt a.M. 1979, ISBN 3-518-37059-6
- Die neue Freiheit: Überleben und Gerechtigkeit in einer veränderten Welt. Suhrkamp, Frankfurt a.M. 1980, ISBN 3-518-37123-1
- Die Chancen der Krise: über die Zukunft des Liberalismus. DVA, Stuttgart 1983, ISBN 3-421-06148-3
- Fragmente eines neuen Liberalismus. DVA, Stuttgart 1987, ISBN 3-421-06361-3
- Der moderne soziale Konflikt: Essay zur Politik der Freiheit. DVA, Stuttgart 1992, ISBN 3-421-06539-X
- Die Zukunft des Wohlfahrtsstaats. Verl. Neue Kritik, Frankfurt a.M. 1996
- Liberale und andere: Portraits. DVA, Stuttgart 1994, ISBN 3-421-06669-8
- Liberal und unabhängig: Gerd Bucerius und seine Zeit. Beck, München 2000, ISBN 3-406-46474-2
- Über Grenzen: Lebenserinnerungen. Beck, München 2002, ISBN 3-406-49338-6
- Auf der Suche nach einer neuen Ordnung: Vorlesungen zur Politik der Freiheit im 21. Jahrhundert. Beck, München 2003, ISBN 3-406-50540-6
- Der Wiederbeginn der Geschichte: vom Fall der Mauer zum Krieg im Irak; Reden und Aufsätze. Beck, München 2004, ISBN 3-406-51879-6
- Werner Bruns, Döring Walter (Hrsg): Der selbstbewusste Bürger. Bouvier Verlag
- Engagierte Beobachter. Die Intellektuellen und die Versuchungen der Zeit, Wien: Passagen Verlag 2005
- Versuchungen der Unfreiheit. Die Intellektuellen in Zeiten der Prüfung . München 2006,  ISBN 3-406-54054-6